# Spytajny
Spytajny est un village polonais de la voïvodie de Varmie-Mazurie, dans le powiat de Bartoszyce.

## Géographie
Spytajny se situe dans le nord de la Pologne  dans la région de Varmie-Mazurie , cette ville compte 189 habitants (2021).